# Daryda Minsk Rayon
Maillots
Le Football Club Daryda Minsk Rayon, plus couramment abrégé en Daryda Minsk Rayon (en russe : Дарида Мински Ждановичи, et en biélorusse : Дарыда Мiнскі раён), est un club biélorusse de football fondé en 2000 et disparu en 2008, et basé dans la ville de Jdanovitchi.

## Historique
- 2000 : création du club

## Palmarès
| Compétitions nationales |
| --- |
| - Championnat de Biélorussie de deuxième division (1) : - Vice-champion : 2002. - Championnat de Biélorussie de troisième division (1) : - Vice-champion : 2000. |

### Bilan par saison
| Saison | Championnat | Championnat | Championnat | Championnat | Championnat | Championnat | Championnat | Championnat | Championnat | Championnat | Coupe de Biélorussie |
| Saison | Division    | Pos         | Pts         | J           | V           | N           | D           | BP          | BC          | Diff        | Coupe de Biélorussie |
| ------ | ----------- | ----------- | ----------- | ----------- | ----------- | ----------- | ----------- | ----------- | ----------- | ----------- | -------------------- |
| 2000   | 3e          | 1er         | 49          | 22          | 16          | 1           | 5           | 42          | 23          | +19         | N/A                  |
| 2000   | 3e          | 1er         | 29          | 14          | 9           | 2           | 3           | 32          | 14          | +18         | N/A                  |
| 2001   | 2e          | 3e          | 61          | 28          | 19          | 2           | 3           | 31          | 14          | +17         | Seizièmes de finale  |
| 2002   | 2e          | 1er         | 74          | 30          | 23          | 5           | 2           | 89          | 23          | +66         | Seizièmes de finale  |
| 2003   | 1re         | 13e         | 25          | 30          | 7           | 4           | 19          | 22          | 45          | -23         | Seizièmes de finale  |
| 2004   | 1re         | 11e         | 35          | 30          | 9           | 8           | 13          | 38          | 48          | -10         | Huitièmes de finale  |
| 2005   | 1re         | 10e         | 29          | 26          | 7           | 8           | 11          | 30          | 36          | -6          | Demi-finales         |
| 2006   | 1re         | 8e          | 37          | 26          | 10          | 7           | 9           | 23          | 21          | +2          | Seizièmes de finale  |
| 2007   | 1re         | 11e         | 25          | 26          | 7           | 4           | 15          | 27          | 46          | -19         | Huitièmes de finale  |
| 2008   | 1re         | 16e         | 19          | 30          | 4           | 7           | 19          | 25          | 56          | -31         | Quarts de finale     |
| 2008   | 1re         | 16e         | 19          | 30          | 4           | 7           | 19          | 25          | 56          | -31         | Seizièmes de finale  |

Légende
- Promu en division supérieure

## Logo du club

Ancien logo
Logo actuel